# Chrysops weberi
Chrysops weberi är en tvåvingeart som beskrevs av Joseph Charles Bequaert 1946. Chrysops weberi ingår i släktet Chrysops och familjen bromsar. Inga underarter finns listade i Catalogue of Life.